# Verőszala
A Verőszala Eger egyik híres pincesora a történelmi Rác hóstyában, a Szala-patak völgyében. Az árok délnyugatra néző napos oldala a Verőszala, északkelet felé néző oldala az Árnyékszala nevet kapta.

## Elhelyezkedése
Eger északnyugati részén, a középkori városfalon kívül húzódik a Szala-patak völgye. Egykor itt, a mai Ráckapu téren volt a város egyik kapuja, amelyet hajdanán Szent Miklós kapunak neveztek, majd Martalóc kapunak, utóbb Rác kapunak. A Ráckapu térről nyílik a Rác hóstya egykori bortermelőinek pincesora.
A délkelet–északnyugati irányú vízfolyás mindkét partján tufába vájt pincék sorakoznak a házak mögött Verőszala és Árnyékszala néven. A két elnevezés az árok napsütötte és árnyékos oldalára utal: hajdan a napsugárzást élvező, „naptól vert” déli-délnyugati lejtőket nevezték „verő”-nek.

## Kialakulása
Eger városa alatt óriási pincerendszer húzódik, amelyet az elmúlt századokban megtermelt hatalmas bormennyiség tárolására hoztak létre majd egy ezredév alatt. A pincéket itt mindenütt a könnyen faragható miocén korú riolittufába vájták. Manapság ennek a pincerendszernek csak töredékében tartanak bort, ám a Verőszala és Árnyékszala pincéinek egy részét napjainkban is működő borászatok használják. A XV. században az egri káptalan birtokkönyve már említést tesz a Király-szék alatti üregekről: ezek lehettek Eger legkorábbi pincéi, melyeket a mai Tetemvár utca mésztufapadja, az ún. darázskő alá, a kavicsos üledékbe mélyítettek. Ezek az üregek még egyszerűek, szabálytalan belső terük követi a sziklapad hajlatait. Komolyabb pincehelyiségek csak az 1500-as évek elején készültek, és ezek képezték a vár kazamatáinak alapját. Ezekben már bort tároltak.
A XVI. században, a török fenyegetettség újabb lendületet adott a pincekészítésnek: ekkor építhették az Almagyar utca tágas pincéket, de ezekben az időkben vájhatták a felnémeti templomdomb pincerendszerét is. Korai keletkezésűek a Kisvölgy utca, a Szala és a Nagykőporos présház nélküli torokpincéi.
Az 1700-as években, a török kiűzése után kezdett el kiépülni az egri érseki pincerendszer. Az Egerbe visszatérő Fenessy György püspök úgy döntött, hogy a püspökség székhelyét áthelyezi a várból a belvárosba, ezért a városban két telket vásárolt, amelyre megkezdődtek az építési munkálatok, méghozzá a hegy gyomrából kitermelt riolittufából. A kitermelt kő után hatalmas labirintusrendszer keletkezett, amely több mint 3 kilométer hosszan nyúlt el a föld alatt a Hatvani kaputól egészen a város északi határáig, a Rác kapuig.
Az XIX. század második felében, a jobbágyfelszabadítás után újabb lendületet kapott a pinceépítés, ekkor készülhettek a Nagy- és Kiskőporos, a Szala, Tihamér, a Koszorú utca, illetve a Farkas-völgy présházas pincesorai. A Szala-patak völgyében először a pincék elé, a kőbe vájták a présházakat, majd később a pincékből kikerülő, jó minőségű tufából építették meg a nyeregtetős présházsorokat. A présház szolgált a szőlőfeldolgozás helyszínéül, a pincében csak a bort érlelték.

## Ismert pincészetek a Verőszalán
Eger egyik legpatinásabb pincesorán két-háromszáz éve folyamatos a pincekultúra. Az Árnyékszala északkeletre néző pincéi többnyire kisparasztok birtokában voltak, de a sor elején, az Árnyékszala és a Verőszala torkolatában ismeretlen időben kialakult egy nagyobb építmény is, amely a XIX. században a hozzá tartozó pincékkel együtt a Grőber család tulajdonában volt (Grőber Jenő volt az egyik első tudatos Egri bikavér-készítő).
A második világháborút követően, a tervgazdálkodásos időkben itt, a Grőber család egykori épületében működött a borvidék meghatározó borászati üzeme, az Egri Borkombinát, a későbbi Egervin Borászat.
1993-ban ugyancsak a Verőszala utcában alapította meg pincészetét a fiatalon elhunyt neves egri borász, Gál Tibor is.
A 2009-ben alapított Kovács Nimród Borászat szintén a Verőszala pincesoron alakította ki birtokközpontját. A hét összefüggő, szépen felújított régi présházban és a mögöttük húzódó pincékben zajlik a 30 hektáros birtok területéről származó szőlő feldolgozása és a korszerű borászati munka. A pincészet tufába vájt kóstolótermében vendégeket is fogadnak.